# مايج بليك
مايج بليك (بالإنجليزية: Madge Blake)‏ هي ممثلة أمريكية، ولدت في 31 مايو 1899 في كنسلي في الولايات المتحدة، وتوفيت في 19 فبراير 1969 في باسادينا في الولايات المتحدة بسبب نوبة قلبية.

## أعمال

### أفلام
- (1951) أمريكي في باريس
- (1957) امرأة التصميمات
- (1966) باتمان

### مسلسلات
- باتمان

## وصلات خارجية
- مايج بليك على موقع IMDb (الإنجليزية)
- مايج بليك على موقع ألو سيني (الفرنسية)
- مايج بليك على موقع تيرنر كلاسيك موفيز (الإنجليزية)
- مايج بليك على موقع أول موفي (الإنجليزية)
- مايج بليك على موقع قاعدة بيانات الأفلام السويدية (السويدية)
- مايج بليك على موقع قاعدة بيانات الفيلم (الإنجليزية)
- مايج بليك على موقع كينوبويسك (الروسية)